# Saoterus
(Aelius) Saoterus (griechisch Σαώτερος ὁ Νικομηδεύς; * wohl nach 160 in Nikomedia; † etwa 182–183 in Rom) war ein griechischsprachiger Freigelassener aus Bithynien, der dem römischen Kaiser Commodus als Kämmerer (cubicularius) diente. Offenbar war er auch ein Geliebter des Kaisers.
Hierzu heißt es in der (allerdings recht unzuverlässigen) Historia Augusta, dass Saoterus den Kaiser bei seinem Triumphzug am 22. Oktober 180 in seinem Triumphwagen begleitet habe, „und von Zeit zu Zeit drehte sich Commodus um und küsste Saoterus in aller Offenheit. Diese Handlung wiederholte er in der Orchestra.“ Daraus wird man schließen können, dass Saoterus nicht älter als Commodus war, also im Jahr 180 nicht älter als 19 Jahre. Ebenfalls hielt er bei diesem Triumphzug den Goldkranz über das Haupt des Kaisers. Mit einer gewissen Wahrscheinlichkeit war Saoterus auch Mitglied des kaiserlichen Priesterkollegiums Ordo sacerdotum domus Augustae, wie aus einer Inschrift auf einen Aelius Saoterus hervorgeht.
Im Verlauf der sogenannten Verschwörung der Lucilla (im Jahr 182 oder 183), eines gescheiterten Attentatsversuchs der Schwester des Commodus und des Prätorianerpräfekten Publius Taruttienus Paternus, wurde Saoterus als der nächste Vertraute des Commodus ermordet. Hierzu schreibt die Historia Augusta:

„Die Prätorianerpräfekten bedachten, dass die Aversion gegen Commodus größtenteils von Saoterus verursacht wurde, dessen Machtfülle das Römische Volk nicht mehr ertragen konnte. Sie lotsten diesen Mann unter dem Vorwand einer Opferung weg vom Palast, und ließen ihn dann, als er wieder in sein Haus zurückkehrte, von bezahlten Agenten umbringen. Diese Tat erzürnte Commodus mehr als der Umsturzversuch gegen ihn.“

Darauf wurden Paternus als der Anstifter des Attentats und andere Aristokraten, die mit ihm mutmaßlich konspiriert hatten, exekutiert.
Abweichend zur Version der Historia Augusta war es nach Cassius Dio der Freigelassene Marcus Aurelius Cleander, der seine Hände im Spiel hatte, als Saoterus getötet wurde. Nach dessen Tod folgte er ihm als Kämmerer nach. Als der Prätorianerpräfekt Tigidius Perennis, der Nachfolger des Paternus, im Jahr 185 hingerichtet wurde, wurde Cleander die einflussreichste Person um Commodus.